# Gonadoliberin
Gonadoliberin ali sproščevalni hormon gonadotropinov ali GnRH (angl. gonadotropins releasing hormone) je dekapeptidni hormon, ki ga izloča hipotalamus. Vloga v organizmu:
- vzpodbuja izločanje gonadotropinov FSH in LH (različne amplitude izločanja GnRH pospešujejo izločanje enega ali drugega);
- v adenohipofizi deluje tudi kot nevromodulator.